# Лавля
Лавля (біл. вёска Лаўля) — село в складі Смолевицького району Мінської області, Білорусь. Село підпорядковане Плиській сільській раді, розташоване в центральній частині області.